# Metal Magic
Metal Magic (рус. Магия Металла) — дебютный студийный альбом американской группы Pantera, который был выпущен в 1983 году на лейбле Metal Magic.

## Об альбоме
Как и три последующих, Metal Magic написан в стиле глэм-метал с элементами хард-рока, в отличие от успешного грув-метал альбома Cowboys from Hell, выпущенного в 1990 году, сделавшим их известными. Он был записан на их собственном лейбле Metal Magic, спродюсирован Джерри Эбботтом, отцом Даймбэга Даррелла и Винни Пола, и значимым композитором и продюсером в стиле кантри.

## Дополнительные факты
Metal Magic является единственным альбомом группы с двумя гитаристами. Всё больше оказываясь под влиянием Van Halen и желая всё больше подражать им, Терри Глэйз отказался от гитары, став свободным вокалистом. Однако, на концертах в поддержку следующего альбома Projects in the Jungle , Глэйз и Даррелл ещё выступали, как гитарный дуэт, даже несмотря на то, что вокалист уже не записывал гитарные партии в студии  .

## Список композиций
| №  | Название                 | Автор(ы)                    | Длительность |
| -- | ------------------------ | --------------------------- | ------------ |
| 1. | «Ride My Rocket»         | Винс Эбботт, Даррелл Эбботт | 4:55         |
| 2. | «I'll Be Alright»        | В. Эбботт, Д. Эбботт        | 3:13         |
| 3. | «Tell Me If You Want It» | Терри Глэйз                 | 3:44         |
| 4. | «Latest Lover»           | В. Эбботт, Д. Эбботт, Глэйз | 2:54         |
| 5. | «Biggest Part of Me»     | Глэйз                       | 4:49         |

| №   | Название                     | Автор(ы)             | Длительность |
| --- | ---------------------------- | -------------------- | ------------ |
| 6.  | «Metal Magic»                | В. Эбботт, Д. Эбботт | 4:17         |
| 7.  | «Widowmaker»                 | В. Эбботт, Д. Эбботт | 3:03         |
| 8.  | «Nothin' On (But the Radio)» | Глэйз                | 3:30         |
| 9.  | «Sad Lover»                  | В. Эбботт, Д. Эбботт | 3:27         |
| 10. | «Rock Out!»                  | Глэйз                | 5:45         |

## Участники записи
- Винни Пол (под именем Винс Эбботт) — барабаны
- Терри Глэйз — вокал, гитара
- Даймбэг Даррелл (под именем Даррелл Эбботт) — гитара
- Рекс Браун (под именем Рекс Рокер) — бас